# 科龍戈區
科龍戈區（西班牙語：Distrito de Corongo），是秘魯的一個區，位於該國北部安卡什大區的科龍戈省，始建於1857年1月2日，面積143.13平方公里，海拔高度3,141米，2005年人口2,093，人口密度為每平方公里15人。